# 시모후나카촌
시모후나카촌(일본어: 下府中村)은 일본 가나가와현 아시가라시모군에 존재했던 촌이다. 현재의 오다와라시 동부, 도카이도 본선 가모노미야 역 주변에 위치했다.

## 역사
- 1889년 4월 1일 - 정촌제 시행에 의해 아시가라시모군 시모후나카촌이 성립하였다.
- 1948년 4월 1일 - 오다와라시에 편입해, 동일 시모후나카촌은 폐지되었다.

## 교통

### 철도
- 일본국유철도 (→ 동일본 여객철도)

## 참고 문헌
- 角川日本地名大辞典編纂委員会,『角川日本地名大辞典 神奈川県』1984, 角川書店